# Польский (хутор)
По́льский — хутор в Шпаковском муниципальном округе Ставропольского края России.

## География
Расположен на реке Тёмной.
Расстояние до краевого центра: 17 км.
Расстояние до районного центра: 28 км.

## История
Хутор основан в 1834 году. Назван в честь первопоселенцев — поляков, сосланных на Кавказ за участие в восстании 1830—1831 годов.
По некоторым данным, в 1939—1940 годах здесь проживал Януш Пшимановский, польский писатель и публицист, автор повести «Четыре танкиста и собака».
До 16 марта 2020 года входил в состав упразднённого Татарского сельсовета.

## Население
| 1989 | 2002 | 2010 | 2013 | 2014 |
| ---- | ---- | ---- | ---- | ---- |
| 270  | ↗301 | ↘300 | →300 | →300 |

По данным переписи 2002 года, 70 % населения — русские

## Инфраструктура
- Газифицирован в декабре 2012 года[11]
- На окраине в северо-западной части хутора расположено общественное открытое кладбище площадью 5704 м²[12]